# Skjold (Rogaland)
Skjold is een plaats in de Noorse gemeente Vindafjord, provincie Rogaland. Skjold telt 646 inwoners (2007) en heeft een oppervlakte van 1,03 km².

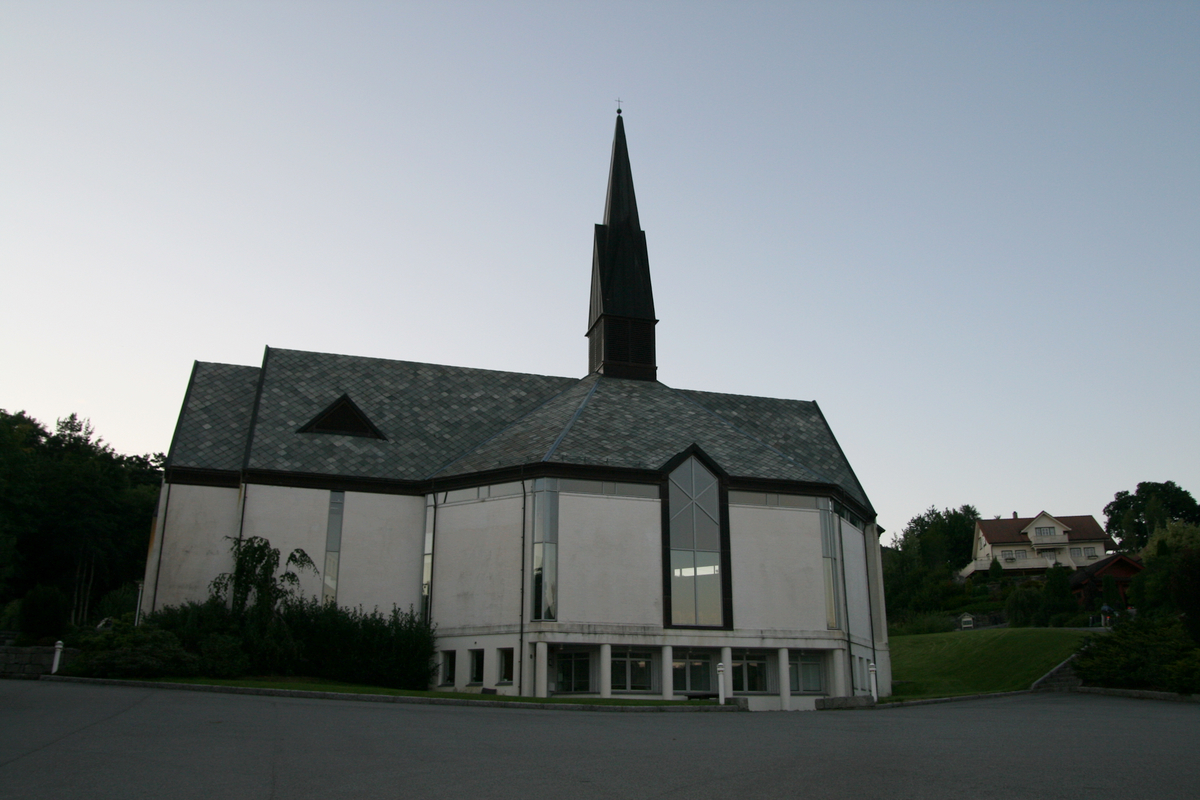
Kerk van Skjold
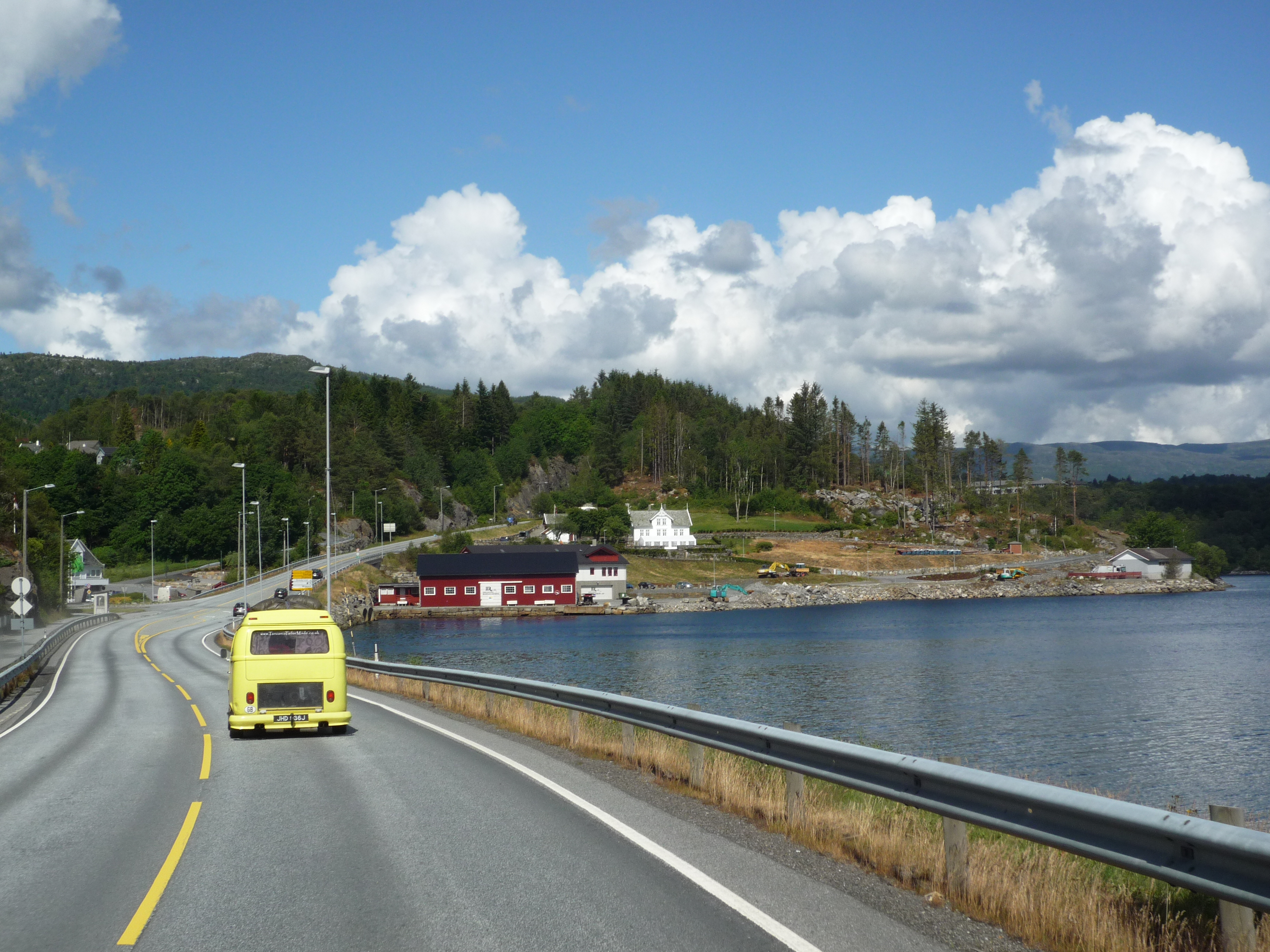
Vindafjord bij Skjold